# Georgias guvernör
Georgias guvernör (engelska: Governor of Georgia) är det högsta offentliga ämbetet och den främste utövaren av verkställande makt i den amerikanska delstaten Georgias delstatsstyre (engelska: Government of Georgia) enligt delstatens gällande konstitution.
Brian Kemp från Republikanska partiet är Georgias guvernör sedan 14 januari 2019.

## Roll och funktion
Ämbetet som guvernör är folkvalt och mandatperioden sträcker sig på 4 år. Det finns ingen begränsning i antalet omval, men enbart ett omval kan ske i följd.
Guvernören leder den verkställande grenen av delstatsstyret med mer än 100 000 anställda och har uppsikt över delstatens budget, är ansvarig för att upprätthålla lag och ordning i delstaten samt kan sammankalla Georgias generalförsamling. Guvernören kan bevilja nåd för personer dömda i delstatens domstolar samt kan lägga in veto mot lagförslag (guvernörens veto kan dock övertrumfas med 2/3 dels majoritet). Guvernören är även högste befälhavare för delstatens nationalgarde när det är i delstatlig tjänstgöring.
Guvernörer utser de flesta av de högre befattningshavarna i den verkställande och dömande grenen av delstatsstyret (ofta krävs generalförsamlingens godkännande), liksom tillfälliga vakanser i lagstiftande församlingar.
Det finns dock sju andra befattningshavare inom den verkställande grenen som är folkvalda på egna mandat: Georgias viceguvernör, statssekreteraren (engelska: Secretary of State), Attorney General, skolchefen (engelska: State School Superintendent), samt de tre med chefsportföljer (engelska: Commissioners) för jordbruk, försäkringar och arbetsmarknad.

## Historik
Säkerhetsrådet (engelska: Council of Safety) innehade som kollektiv den högsta exekutiva makten mellan 1775 och 1776. Archibald Bulloch var Georgias president mellan 1776 och 1777
Titeln guvernör togs i bruk 20 februari 1777. Georgia var den fjärde delstaten som ratificerade USA:s konstitution år 1788. De högsta ämbetsinnehavarna mellan 1777 och 1787 var staten Georgias guvernörer, medan Georgia blev delstat i egentlig mening under George Mathews första mandatperiod.

### Säkerhetsrådets ordförande 1775–1776
| Namn          | Parti | Tillträdde       | Avgång           |
| ------------- | ----- | ---------------- | ---------------- |
| William Ewen  |       | 22 juni 1775     | 11 december 1775 |
| George Walton |       | 11 december 1775 | 20 februari 1776 |
| William Ewen  |       | 20 februari 1776 | 15 april 1776    |

### Georgias presidenter 1776–1777
| Namn              | Parti | Tillträdde    | Avgång           |
| ----------------- | ----- | ------------- | ---------------- |
| Archibald Bulloch |       | 15 april 1776 | 20 februari 1777 |

### Georgias guvernörer 1777–

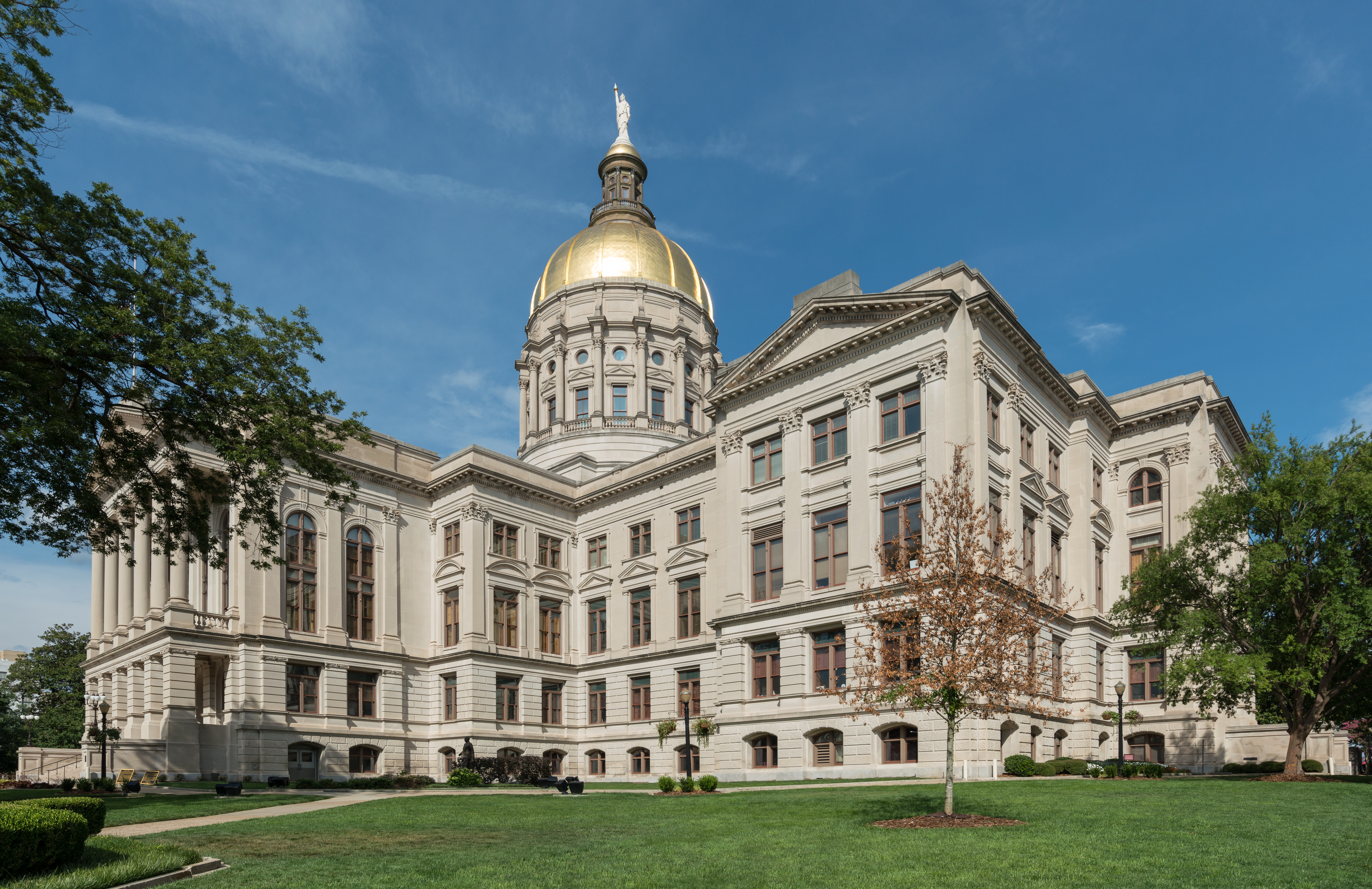
Georgia State Capitol, uppfört 1867, inrymmer guvernörens kontor och den lagstiftande församlingen.

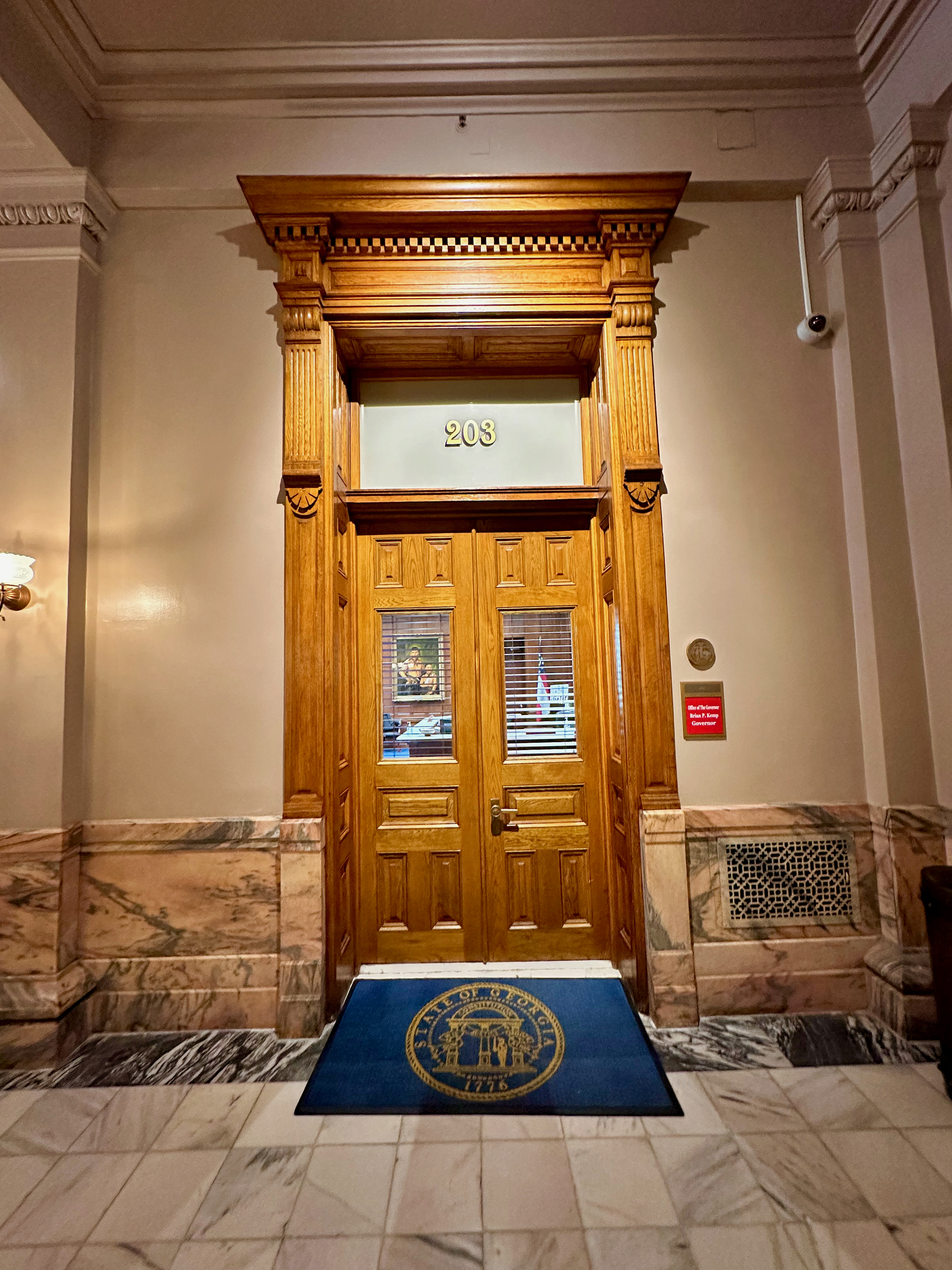
Ingången till guvernörens kontorsdel i Georgia State Capitol.

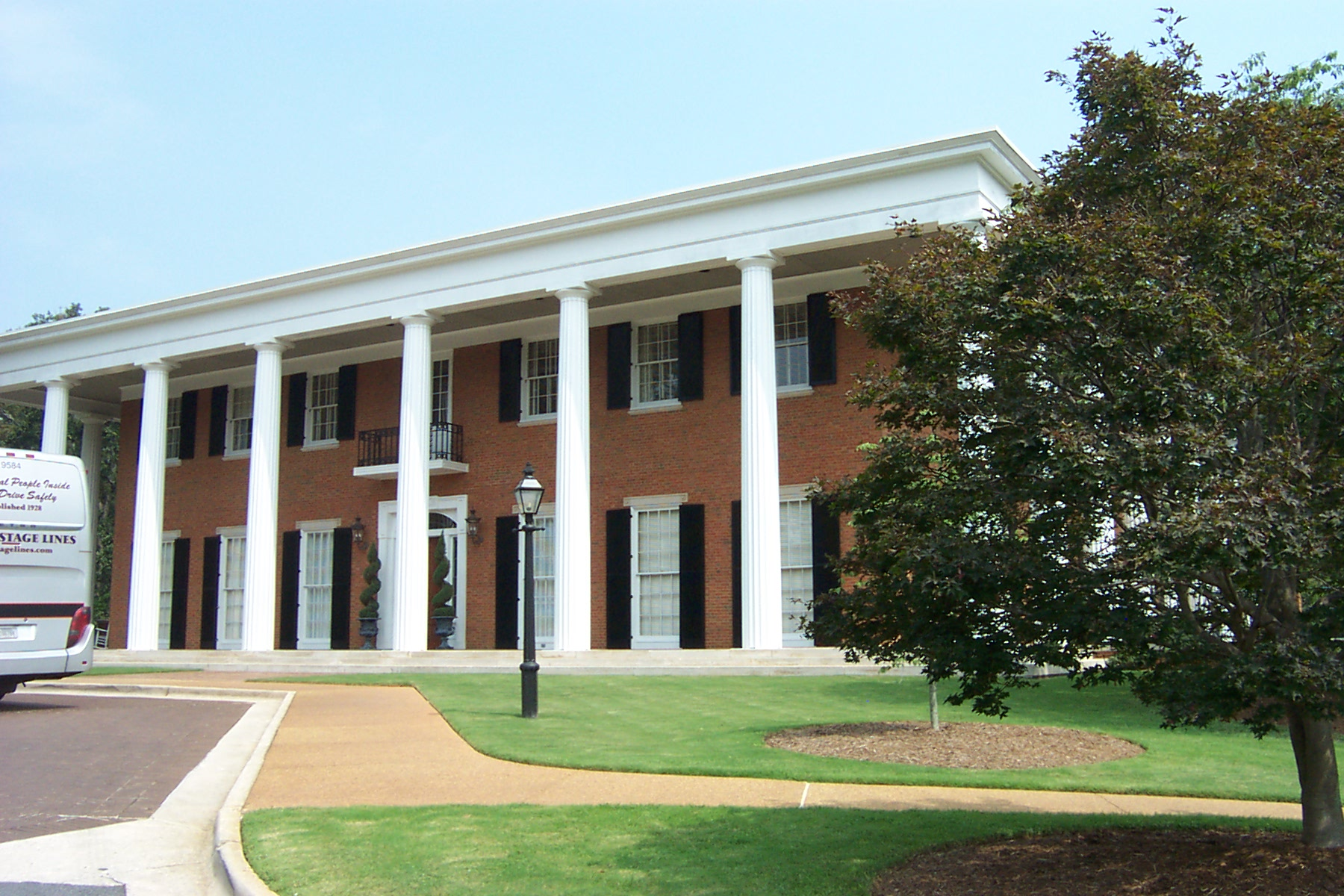
Guvernörsresidenset, uppfört 1967.

Georgia utträdde ur USA 1861 och gick med i Amerikas konfedererade stater. Efter amerikanska inbördeskriget ockuperades Georgia av nordstaterna och fick år 1868 representation i USA:s kongress på nytt. Georgias ställning som delstat drogs dock in och direkt militärstyre följde en gång till. År 1870 blev Georgia delstat för tredje gången och fick representationen i kongressen tillbaka efter ett års uppehåll. Rekonstruktionstiden och nordstaternas ockupation upphörde slutgiltigt 1877.
| Namn                       | Parti               | Tillträdde        | Avgång            |
| -------------------------- | ------------------- | ----------------- | ----------------- |
| Archibald Bulloch          |                     | 20 februari 1777  | 22 februari 1777  |
| Button Gwinnett            |                     | 22 februari 1777  | 8 maj 1777        |
| John A. Treutlen           |                     | 8 maj 1777        | 8 januari 1778    |
| John Houstoun              |                     | 8 januari 1778    | 7 januari 1779    |
| William Glasscock (tf.)    |                     | 7 januari 1779    | 24 juli 1779      |
| Seth John Cuthbert (tf.)   |                     | 24 juli 1779      | 6 augusti 1779    |
| John Wereat                |                     | 6 augusti 1779    | november 1779     |
| George Walton              |                     | november 1779     | januari 1780      |
| Richard Howly              |                     | januari 1780      | 16 februari 1780  |
| Humphrey Wells (tf.)       |                     | 16 februari 1780  | 18 februari 1780  |
| Stephen Heard (tf.)        |                     | 18 februari 1780  | augusti 1780      |
| Myrick Davies              |                     | augusti 1780      | 18 augusti 1781   |
| Nathan Brownson            |                     | 18 augusti 1781   | 3 januari 1782    |
| John Martin                | inget               | 3 januari 1782    | 8 januari 1783    |
| Lyman Hall                 | inget               | 8 januari 1783    | 9 januari 1784    |
| John Houstoun              | inget               | 9 januari 1784    | 6 januari 1785    |
| Samuel Elbert              | inget               | 6 januari 1785    | 9 januari 1786    |
| Edward Telfair             | inget               | 9 januari 1786    | 9 januari 1787    |
| George Mathews             | inget               | 9 januari 1787    | 26 januari 1788   |
| George Handley             | inget               | 26 januari 1788   | 7 januari 1789    |
| George Walton              | Demokrat-republikan | 7 januari 1789    | 9 november 1790   |
| Edward Telfair             | Demokrat-republikan | 9 november 1790   | 7 november 1793   |
| George Mathews             | Demokrat-republikan | 7 november 1793   | 15 januari 1796   |
| Jared Irwin                | Demokrat-republikan | 15 januari 1796   | 12 januari 1798   |
| James Jackson              | Demokrat-republikan | 12 januari 1798   | 3 mars 1801       |
| David Emanuel              | Demokrat-republikan | 3 mars 1801       | 7 november 1801   |
| Josiah Tattnall            | Demokrat-republikan | 7 november 1801   | 4 november 1802   |
| John Milledge              | Demokrat-republikan | 4 november 1802   | 23 september 1806 |
| Jared Irwin                | Demokrat-republikan | 23 september 1806 | 10 november 1809  |
| David Brydie Mitchell      | Demokrat-republikan | 10 november 1809  | 5 november 1813   |
| Peter Early                | Demokrat-republikan | 5 november 1813   | 20 november 1815  |
| David Brydie Mitchell      | Demokrat-republikan | 20 november 1815  | 4 mars 1817       |
| William Rabun              | Demokrat-republikan | 4 mars 1817       | 24 oktober 1819   |
| Matthew Talbot             | Demokrat-republikan | 24 oktober 1819   | 5 november 1819   |
| John Clark                 | Demokrat-republikan | 5 november 1819   | 7 november 1823   |
| George Troup               | Demokrat-republikan | 7 november 1823   | 7 november 1827   |
| John Forsyth               | Demokrat-republikan | 7 november 1827   | 4 november 1829   |
| George Rockingham Gilmer   | Demokrat-republikan | 4 november 1829   | 9 november 1831   |
| Wilson Lumpkin             | Demokrat            | 9 november 1831   | 4 november 1835   |
| William Schley             | Demokrat            | 4 november 1835   | 8 november 1837   |
| George Rockingham Gilmer   | Whig                | 8 november 1837   | 6 november 1839   |
| Charles James McDonald     | Demokrat            | 6 november 1839   | 8 november 1843   |
| George W. Crawford         | Whig                | 8 november 1843   | 3 november 1847   |
| George W. Towns            | Demokrat            | 3 november 1847   | 5 november 1851   |
| Howell Cobb                | Demokrat            | 5 november 1851   | 9 november 1853   |
| Herschel Vespasian Johnson | Demokrat            | 9 november 1853   | 6 november 1857   |
| Joseph E. Brown            | Demokrat            | 6 november 1857   | 17 juni 1865      |
| James Johnson              | Demokrat            | 17 juni 1865      | 14 december 1865  |
| Charles J. Jenkins         | Demokrat            | 14 december 1865  | 13 januari 1868   |
| Thomas H. Ruger            | Militär             | 13 januari 1868   | 4 juli 1868       |
| Rufus Bullock              | Republikan          | 4 juli 1868       | 30 oktober 1871   |
| Benjamin F. Conley         | Republikan          | 30 oktober 1871   | 12 januari 1872   |
| James Milton Smith         | Demokrat            | 12 januari 1872   | 12 januari 1877   |
| Alfred H. Colquitt         | Demokrat            | 12 januari 1877   | 4 november 1882   |
| Alexander Stephens         | Demokrat            | 4 november 1882   | 4 mars 1883       |
| James S. Boynton           | Demokrat            | 4 mars 1883       | 10 maj 1883       |
| Henry Dickerson McDaniel   | Demokrat            | 10 maj 1883       | 9 november 1886   |
| John Brown Gordon          | Demokrat            | 9 november 1886   | 8 november 1890   |
| William J. Northen         | Demokrat            | 8 november 1890   | 27 oktober 1894   |
| William Yates Atkinson     | Demokrat            | 27 oktober 1894   | 29 oktober 1898   |
| Allen D. Candler           | Demokrat            | 29 oktober 1898   | 25 oktober 1902   |
| Joseph M. Terrell          | Demokrat            | 25 oktober 1902   | 29 juni 1907      |
| M. Hoke Smith              | Demokrat            | 29 juni 1907      | 26 juni 1909      |
| Joseph Mackey Brown        | Demokrat            | 26 juni 1909      | 1 juli 1911       |
| M. Hoke Smith              | Demokrat            | 1 juli 1911       | 16 november 1911  |
| John M. Slaton             | Demokrat            | 16 november 1911  | 25 januari 1912   |
| Joseph Mackey Brown        | Demokrat            | 25 januari 1912   | 28 juni 1913      |
| John M. Slaton             | Demokrat            | 28 juni 1913      | 26 juni 1915      |
| Nathaniel Edwin Harris     | Demokrat            | 26 juni 1915      | 30 juni 1917      |
| Hugh M. Dorsey             | Demokrat            | 30 juni 1917      | 25 juni 1921      |
| Thomas W. Hardwick         | Demokrat            | 25 juni 1921      | 30 juni 1923      |
| Clifford Walker            | Demokrat            | 30 juni 1923      | 25 juni 1927      |
| Lamartine Griffin Hardman  | Demokrat            | 25 juni 1927      | 27 juni 1931      |
| Richard Russell            | Demokrat            | 27 juni 1931      | 10 januari 1933   |
| Eugene Talmadge            | Demokrat            | 10 januari 1933   | 12 januari 1937   |
| Eurith D. Rivers           | Demokrat            | 12 januari 1937   | 14 januari 1941   |
| Eugene Talmadge            | Demokrat            | 14 januari 1941   | 12 januari 1943   |
| Ellis Arnall               | Demokrat            | 12 januari 1943   | 14 januari 1947   |
| Herman Talmadge            | Demokrat            | 14 januari 1947   | 18 mars 1947      |
| Melvin E. Thompson         | Demokrat            | 18 mars 1947      | 17 november 1948  |
| Herman Talmadge            | Demokrat            | 17 november 1948  | 11 januari 1955   |
| Marvin Griffin             | Demokrat            | 11 januari 1955   | 13 januari 1959   |
| Ernest Vandiver            | Demokrat            | 13 januari 1959   | 15 januari 1963   |
| Carl Sanders               | Demokrat            | 15 januari 1963   | 11 januari 1967   |
| Lester Maddox              | Demokrat            | 11 januari 1967   | 12 januari 1971   |
| Jimmy Carter               | Demokrat            | 12 januari 1971   | 14 januari 1975   |
| George Busbee              | Demokrat            | 14 januari 1975   | 11 januari 1983   |
| Joe Frank Harris           | Demokrat            | 11 januari 1983   | 13 januari 1991   |
| Zell Miller                | Demokrat            | 13 januari 1991   | 11 januari 1999   |
| Roy Barnes                 | Demokrat            | 11 januari 1999   | 13 januari 2003   |
| Sonny Perdue               | Republikan          | 13 januari 2003   | 10 januari 2011   |
| Nathan Deal                | Republikan          | 10 januari 2011   | 14 januari 2019   |
| Brian Kemp                 | Republikan          | 14 januari 2019   | sittande          |